# Полохало, Владимир Иванович
Влади́мир Ива́нович Поло́хало (1949, Киев — 2011, Киев) — украинский политолог, историк, социолог, журналист, общественный деятель.

## Биография
- В 1972 окончил исторический факультет Киевского государственного университета (КГУ) им. Т. Г. Шевченко, в 1977 — аспирантуру КГУ (ныне — Киевский национальный университет имени Тараса Шевченко). Кандидат исторических наук.
- С 1976 по 1999 — преподаватель, затем доцент КГУ.
- В 1993—2003 — основатель и шеф-редактор журнала «Політична думка». До последних дней жизни был руководителем интернет-проекта «Політична думка», осуществляемого названным журналом и Институтом посткоммунистического общества.
- С июня 1998 по февраль 1999 — руководитель Управления внутренней политики Администрации Президента Украины. Архивная копия от 27 сентября 2011 на Wayback Machine
- С 1999 по 2006 — ведущий научный сотрудник Института мировой экономики и международных отношений НАН Украины Архивная копия от 9 апреля 2008 на Wayback Machine.
- С апреля 2006 — народный депутат Украины 5-го созыва от Блока Юлии Тимошенко (избирательный блок политических партий Всеукраинское объединение «Батьківщина», Украинская социал-демократическая партия, партия «Реформи и порядок»).
- Председатель подкомитета по вопросам интеллектуальной собственности Комитета ВС по вопросам науки и образования (с июля 2006), сопредседатель депутатской группы Верховного Совета по межпарламентским связям с Польшей, член постоянной делегации Комитета по парламентскому сотрудничеству между Украиной и Европейским Союзом.
- С ноября 2007 — народный депутат Украины 6-го созыва от Блока Юлии Тимошенко. С декабря 2007 — председатель Комитета Верховного Совета Украины по вопросам науки и образования.

## Деятельность

### Научные исследования
Научные исследования в области геополитики, сравнительной политологии посткоммунистических стран, политических технологий. Был научным руководителем Центра социологических и политологических исследований «Соціовимір» («Социоизмерение»).

### Научные труды
Автор свыше 100 научных трудов, включая 30 зарубежных изданий:
«Внутриполитические аспекты национальной безопасности Украины» (Польша, 1999), «Негромадянське суспільство за часів посткомунізму» (1999), «Політологія посткомунізму в Україні та Росії» (1998), «Політологія посткомуністичних суспільств України і Росії» (1998), «The Political Analysis of Postcommunism» (США, 1997), «Ukraine and Croatia: Problems of Postcommunist Societies» (Хорватія, 1997), «Інтелектуали та влада в посткомуністичних суспільствах» (1997), «Метаморфози посткомуністичної влади» (1996), «Правляча еліта та контреліта в сучасній Україні» (1993) и др.

## Семья
- Жена — Пирожук, Марина Николаевна, автор и ведущая программ Украинской службы Радио «Свобода» Архивная копия от 27 июля 2009 на Wayback Machine и телепрограммы «Эра Свободы», с 2007 — главный редактор интернет-издания «Політична думка».
- Дети: Виктория, Анастасия, Владислав.

Проживал в посёлке Коцюбинское близ Киева.

## Смерть
Умер 23 сентября 2011 года в киевской больнице «Феофания» Архивная копия от 29 марта 2014 на Wayback Machine после ранее перенесенного инсульта. Похоронен в Киеве на Байковом кладбище.